# شريف أباد (قهاب رستاق)
شریف أباد (بالإنجليزية: Sharifabad, Damghan)‏ هي مستوطنة تقع في إيران في قسم قهاب رستاق الريفي.